# Henri Bouvier
Pour les articles homonymes, voir Bouvier.
Henri Bouvier est un nageur français né le 19 septembre 1901 à Gedinne (Belgique),.
Il est membre de l'équipe de France aux Jeux olympiques d'été de 1924, prenant part au 200 mètres brasse, où il est éliminé en séries.
Il est champion de France du 200 mètres brasse à deux reprises, en 1923 et en 1926.
En club, il a été licencié au Sporting club universitaire de France.